# ياسوشي ماتسوموتو
ياسوشي ماتسوموتو (باليابانية: 松本 安司) (مواليد 17 يونيو 1969)، هو لاعب كرة قدم ياباني سابق كان يلعب كمهاجم.

## وصلات خارجية
- ياسوشي ماتسوموتو على موقع رابطة كرة القدم اليابانية للمحترفين (اليابانية)
- ياسوشي ماتسوموتو على موقع عالم كرة القدم.نت (الإنجليزية)